# Ischnura inarmata
Ischnura inarmata là một loài chuồn chuồn kim trong họ Coenagrionidae.
Ischnura inarmata is in 1898 voor het eerst wetenschappelijk beschreven bởi Calvert.